# Нуридинов, Акмаль Вахобжанович
Акмаль Вахобжанович Нуридинов (узб. Akmal Voxobjonovich Nuriddinov, также известен как Акмаль Нур; род. 27 февраля 1959, Наманган, Наманганская область, Узбекская ССР, СССР) — советский, узбекский художник. Народный художник Узбекистана (2003), академик (1997), председатель (2012) Академии художеств Узбекистана. Почётный зарубежный член Российской академии художеств (2013).
С 1992 года подписывает свои картины псевдонимом Акмаль Нур.

## Биография
Акмаль Нуридинов родился 27 февраля 1959 года в Намангане. В 1978 году окончил Республиканское художественное училище им. П. Бенькова, факультет станковой живописи, в 1984 году Ташкентский театрально-художественный институт имени А. Н. Островского, где также учился на отделении станковой живописи. После окончания института продолжил совершенствовать своё мастерство в художественной мастерской Рахима Ахмедова. Проработал в мастерской с 1984 года с перерывом на срочную службу в армии (1985—1986) до 1989 года.
В 1989 году стал членом Союза художников Узбекистана, в 1997 году – действительным членом Академии художеств Узбекистана, что сделало его самым молодым академиком страны. С 2002 по 2004 годы руководил галереей Национального банка Узбекистана. С 2012 года работает на должности профессора в Национальном институте искусства и дизайна имени Камолиддина Бехзода. С 2013 года является почётным зарубежным членом Российской академии художеств.
1 марта 2012 года был назначен председателем Академии художеств Узбекистана.

## Творчество
Творчество Акмаля Нура связано с такими темам, как: торжество добра и света в столкновении со злом; воспевание духовных ценностей; перемены в стране, связанные с приобретением независимости; любовь и семейное счастье; часть работ посвящена вопросам религии. Произведения художника: трилогия «Жизнь начинается», «Родник надежды», «Взгляд предков» (1987); «Деревня Кушан», «Рассвет», «Легенда о Кушанах» (1988); «Семья» (1990); «Дервиш», «Судьба города», «Ночь и день», «Забытые ценности», «Сладкий сон» (1992); «Тадж-Махал», «Сад любви» (1993); «Яблоко любви», «Ночь и день. Тьма и Свет» (1995); «Джейхун», «Полет мысли» (1996); «Тавхид» (1997); «Риштанский натюрморт», «Вдохновленный пери» (1998); «Долина любви», «Армон» (2000); «Пери на луне» (2001); «Троица небесная», «Мать» (2003) и др.
Произведения художника находятся в собраниях национальных и зарубежных музеев и галерей: Государственном музее искусств Узбекистана, Академии художеств Узбекистана, Национальном банке Узбекистана, Самаркандском государственного историко-архитектурном музее-заповеднике им. А. Икрамова; галерее Дэвидсон в Сиэтле (США); галерее «ART Heritage», Академии Лалит Кала в Дели (Индия); в частных коллекциях по всему миру. 
Картины Акмаля Нура многократно экспонировались на отечественных и зарубежных выставках: всесоюзной художественной выставке (Москва, 1987), выставке Академии Художеств СССР (Ташкент, Ленинград, 1988), выставке «Объединения 23-х» (Ташкент, 1988, 1989, 1992; Самарканд, 1989), международной выставке в Скопье (1989), групповой выставке узбекских художников в Галерее Дэвидсон (Сиэтл, 1990), международной выставке «Хабитат-2» (Стамбул, 1996), групповой выставке узбекских художников в Германии (Дитенхайм, 1997; Кёльн, 1998), групповой выставке узбекских художников во Всемирном банке (Вашингтон, 2000), международной выставке стран ШОС (Ханчжоу, 2006). Персональные выставки художника проходили во многих странах мира.

## Награды
- Народный художник Узбекистана (2003)
- Орден «Фидокорона хизматлари учун» (2016)[1]
- Орден Восходящего солнца, Золотых лучей с шейной лентой (Япония, 2024)[7]
- Лауреат Государственной премии (2001)[1].